# Copris barclayi
Copris barclayi är en skalbaggsart som beskrevs av Ochi, Kon och Bai 2009. Copris barclayi ingår i släktet Copris och familjen bladhorningar. Inga underarter finns listade i Catalogue of Life.